# مصائب عیسی
در آیین مسیحیت، مصائب (به زبان لاتین: passionem به معنی «زجر کشیدن پرطاقت»؛ در انگلیسی: Passion of Jesus) نام دورهٔ کوتاه واپسین روزهای زندگانی عیسی است که شامل حضور او در اورشلیم، شکنجه‌اش و در نهایت به صلیب کشیدن او در جُلجُتا می‌شود که مورد آخر در میان مسیحیان تعاریف و تفاسیر فراوانی یافته و آن را موجب رستگاری بشر می‌دانند.

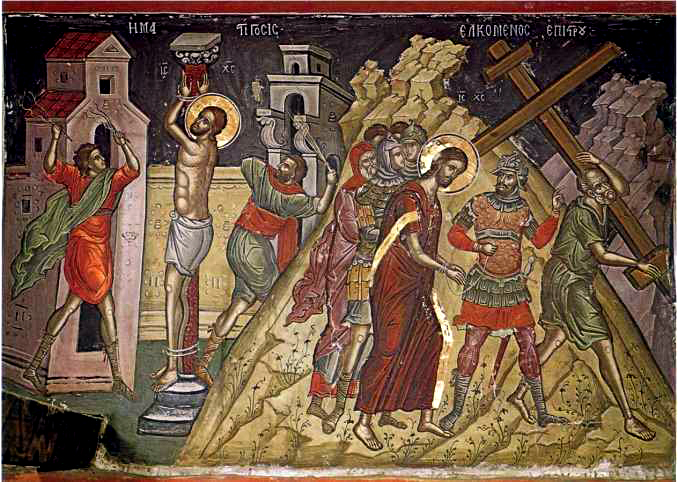
شلاق زدن و تصلیب مسیح در یک نقاشی قرون وسطایی.

این داستان با دعوی مریم آغاز شده و با بازگشت پیروزمندانه به اورشلیم، عشای ربانی در شام آخر، خونریزی‌هایش، رنج در باغ و پس از آن دستگیریش توسط عالمان سنهدرین و زمان دادرسی پیش از پونتیوس پیلاطس ادامه می‌یابد. روایت این داستان‌ها در بخش‌هایی از انجیلهای چهارگانه که با نام "Passion narratives" شناخته می‌شوند، آمده‌است. در گاهشماری عبادی کلیسای کاتولیک، این وقایع در هفته مقدس گرامی داشته می‌شود. این هفته با آدینه مصیبت آغاز شده و پس از یکشنبه نخل نهایتاً تا آدینه نیک ادامه دارد.
واژه «مصائب» (passion) گاه کاربردهای عمومی‌تری نیز به خود می‌گیرد و بدین شکل گاه شهدای مسیحیت به صورت لاتین passio یاد می‌شوند.